# Robert Reiner
Robert Reiner (* 1946) ist ein britischer Kriminologe. Er ist emeritierter Professor der London School of Economics and Political Science (LSE) und wurde besonders durch seine Studien zur Polizei bekannt.
Reimer stammt aus einer ungarischen orthodox-jüdischen Familie und studierte an der University of Cambridge erst Volkswirtschaft und dann Soziologie. Erst an der Universität kam er in Kontakt mit nichtjüdischen Menschen und mit weltlichen Ideen. Nach Abschluss seines Studiums und bevor er an die LSE berufen wurde, war er Reader für Kriminologie an der University of Bristol und der Brunel University. Von 1993 bis 1996 war er der Vorsitzende der British Society of Criminology.

## Sozialdemokratische Kriminologie
In seinem bekanntesten Buch The Politics of the Police kommt Reiner zum Schluss, dass umfassende, parteiübergreifend akzeptierte und praxiswirksame Sozialkontrolle („Policing“) nur im Rahmen eines sozialdemokratisch „gezähmten Kapitalismus“, in dem die größten sozialen Ungleichheiten abgefedert sind, möglich sei. Die Neoliberalisierung westlicher Gesellschaften (vor allem in den USA und in Großbritannien) erhöhe dagegen die Kriminalität. Mit ihr entstehe eine egoistische Konsumkultur und Rücksichtslosigkeit: „Ökonomisches Laisser-faire erzeugt moralisches Laisser-faire.“
Mit seinem makrosoziologischen und strukturalistischen Ansatz bezieht sich Reiner auf Robert K. Mertons allgemeine Erklärung von Kriminalität. Danach behindert eine stark materialistische Kultur, wie sie für kapitalistische Gesellschaften charakteristisch ist, die moralische Regulation und erzeugt Anomie auf allen gesellschaftlichen Ebenen. 

## Schriften (Auswahl)
- Chief constables. Bobbies, bosses, or bureaucrats? Oxford University Press, Oxford/New York 1991, ISBN 0198256221.
- The politics of the police. 4. Auflage, Oxford University Press, New York 2010, ISBN 9780199283392.
- Policing, Popular Culture and Political Economy. Towards a Social Democratic Criminology. Ashgate, Surrey 2011, ISBN 9781409426363.
  - Deutschsprachiger Auszug: Politische Ökonomie, Kriminalität und Strafrechtspflege. Ein Plädoyer für eine sozialdemokratische Perspektive. In: Daniela Klimke, Aldo Legnaro (Hrsg.), Kriminologische Grundlagentexte, Springer VS, Wiesbaden 2016, ISBN 978-3-658-06503-4, S. 187–201 (Übersetzt von Anja Schröder).
- Crime. The mystery of the common-sense concept. (Polity Press, Malden Massachusetts) 2016, ISBN 9780745660301.